# MWG-Forum

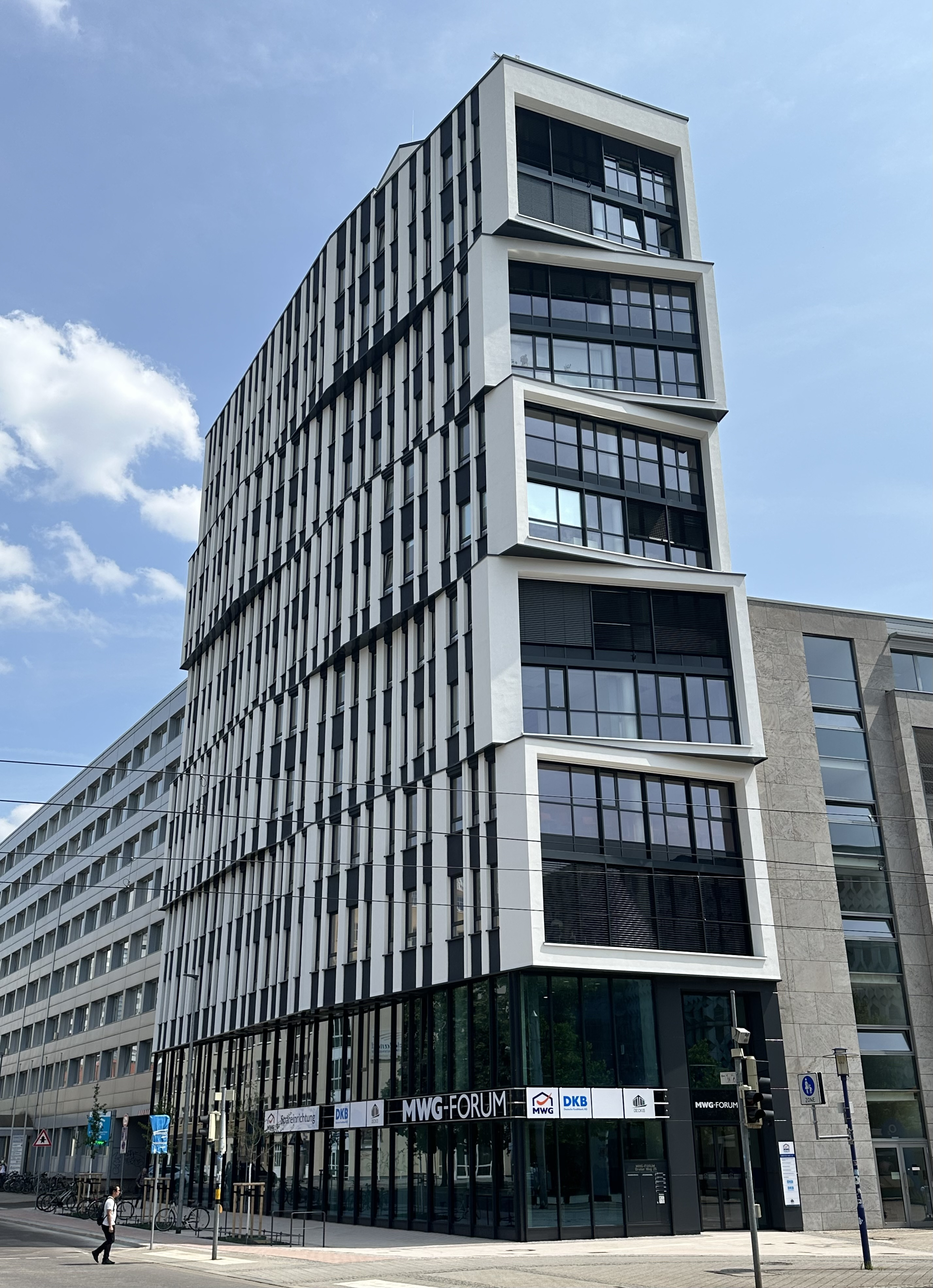
MWG-Forum, Blick von Nordwesten, 2025

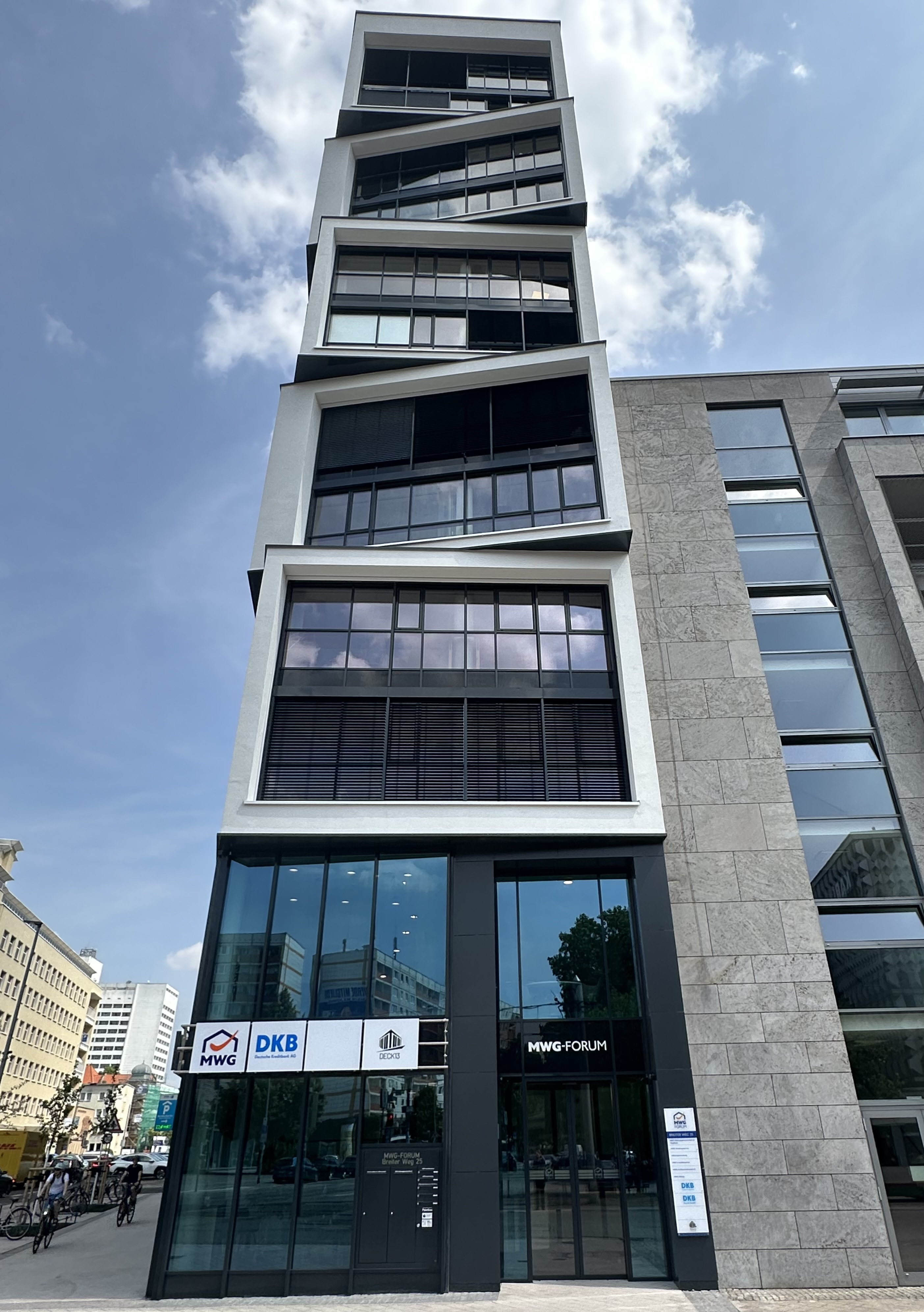
Westfassade

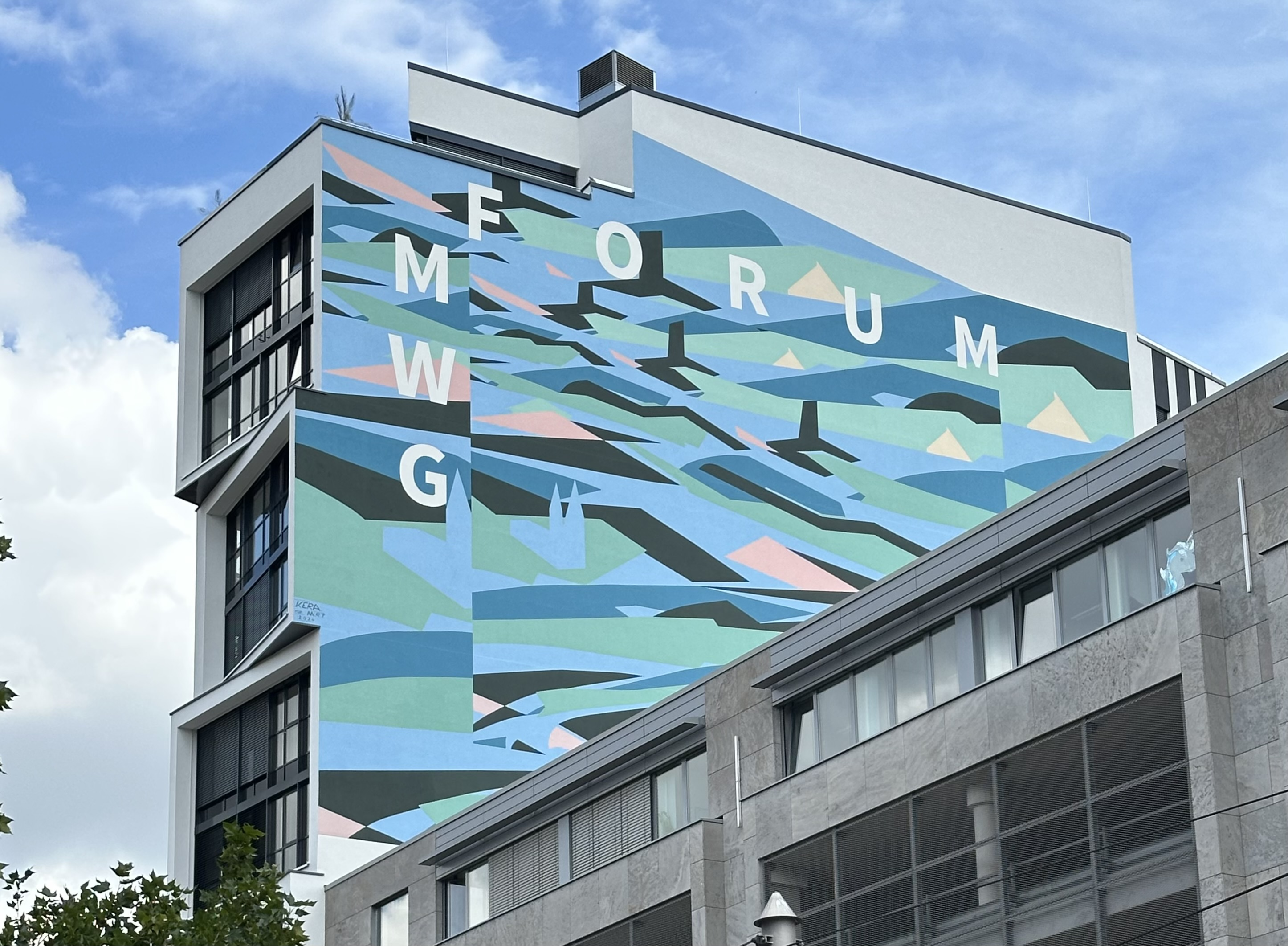
Blick von Südwesten auf die Südfassade

Das MWG-Forum ist ein Hochhaus in Magdeburg in Sachsen-Anhalt.

## Lage
Das stadtbildprägende Gebäude steht auf der Ostseite des Breiten Wegs in der Magdeburger Altstadt an der Adresse Breiter Weg 25. Unmittelbar nördlich des Hauses kreuzt die Julius-Bremer-Straße den Breiten Weg, nördlich erstreckt sich der Ratswaageplatz. An der Ostseite des Gebäudes mündet die Schwertfegergasse von Süden in die Julius-Bremer-Straße.

## Geschichte
Der Grundstein für das Hochhaus wurde im November 2022 gelegt, Bauherr war die MWG-Wohnungsgenossenschaft Magdeburg, die hier ihre verschiedenen Einrichtungen und Außenstellen zusammenführen wollte. Die Planung übernahm das Architekturbüro Sattler & Täger. Die Bauausführung lag bei der Toepel Bauunternehmung GmbH. Die Baukosten beliefen sich auf 14 Millionen € netto. Im Februar 2024 waren die Rohbauarbeiten abgeschlossen. Von März bis Mai 2025 wurde das Haus nach und nach bezogen. Die offizielle Einweihung fand im Juni 2025 in Anwesenheit des Ministerpräsidenten Reiner Haseloff, der Oberbürgermeisterin Simone Borris, des Ministers a. D. Thomas Webel, des Staatssekretärs Sven Haller und des am Bau mitwirkenden Graffitikünstlers Christian KERA Hinz statt.

## Architektur
Das Bürohochhaus ist 47,65 Meter hoch und umfasst zwölf Etagen und ein Staffelgeschoss. Die architektonische Gestaltung spielt mit einer Anlehnung an das Aussehen von fünf gestapelten Containern – ein Eindruck, der durch insgesamt 180 Meter lange Lichtbänder unterstrichen wird. Große Glasflächen sollen Offenheit symbolisieren. An der Außenfassade bestehen 850 m² Glasflächen, im Inneren 640 m². Das Grundstück ist lediglich 534 m² groß, die gesamte Nutzfläche beträgt jedoch 5418 m², andere Angaben nennen lediglich 3400 m² . Das Hochhaus hat eine Länge von 33 Metern bei einer Breite von 15 Metern.
Der weithin sichtbare Südgiebel wurde von dem Künstler Christian KERA Hinz gestaltet. Dort ist auch der Name des Gebäudes vertikal mit dem Schriftzug MWG und horizontal mit FORUM  angebracht.
Im Staffelgeschoss befindet sich der Veranstaltungs- und Versammlungsraum Deck 13 mit Platz für 80 Gäste. Seine Benennung spielt auf die Decks eines Containerschiffs an und nimmt Bezug auf die Containeroptik des Hauses.